# Parvajärvi och Rytilampi
Parvajärvi och Rytilampi är en sjö vid finsk-ryska gränsen. Den finländska delen ligger i kommunen Kuusamo i landskapet Norra Österbotten i Finland. Sjön ligger 245,9 meter över havet. Arean är 83 hektar och strandlinjen är 13,68 kilometer lång. Sjön  ingår i Kems huvudavrinningsområde.   Den ligger omkring 220 kilometer öster om Uleåborg och omkring 660 kilometer norr om Helsingfors. 
I sjön finns ön Parvajärvensaari. Norr om Parvajärvi och Rytilampi ligger Luokkijärvi. 